# آتشکده چهارطاقی سرابله
آتشکده چهارطاقی سرابله مربوط به دوره ساسانیان است و در شهرستان چرداول، بخش مرکزی، روستای موشگان واقع شده و این اثر در تاریخ ۱۷ اسفند ۱۳۸۱ با شمارهٔ ثبت ۷۹۸۵ به‌عنوان یکی از آثار ملی ایران به ثبت رسیده‌است.